# NGC 143
NGC 143 est une vaste galaxie spirale barrée vue par la tranche et située dans la constellation de la Baleine. NGC 143 a été découverte par l'astronome américain Frank Müller en 1886.

## Caractéristiques
Sa vitesse par rapport au fond diffus cosmologique est de 7 746 ± 23 km/s, ce qui correspond à une distance de Hubble de 114,3 ± 8,0 Mpc (∼373 millions d'al).
À ce jour, cinq mesures non basées sur le décalage vers le rouge (redshift) donnent une distance égale à 123,400 ± 6,693 Mpc (∼402 millions d'al), ce qui est à l'intérieur des valeurs de la distance de Hubble.
La classe de luminosité de NGC 143 est II.